# 2022年2月深圳市2019冠状病毒病聚集性疫情
2022年2月深圳市2019冠状病毒病聚集性疫情是指自2022年1月31日起，主要发生于2月，在中华人民共和国广东省深圳市爆发的2019冠状病毒病本土聚集性疫情。2022年1月31日，深圳发现1例确诊病例。该病例在东莞居住，深圳上班，疫情源头暂不明确。随后深圳市疾控中心对病毒进行全基因组测序，测序结果为Omicron变异株（BA.1进化分支）。深圳官方称其为“0131”疫情。此次疫情已关联到广东省内的惠州市、河源市、梅州市、云浮市、广州市5地，其中云浮市为自疫情发生以来，首次有确诊病例报告，结束了连续两年无报告阳性个案的历史。广东省外的广西壮族自治区百色市、南宁市；湖南省邵阳市亦出现与其相关的确诊病例。此次疫情爆发距深圳市上一次聚集性疫情处置工作基本结束仅过去2天。

## 背景
本轮疫情发生时正值春运高峰，一些在外地工作的人员纷纷返回家乡探亲。而在本轮疫情中，惠州、河源、梅州、云浮通报的阳性感染者均是从深圳返乡回家过年。疫情发生后，为保障已返乡人员返回工作地安全复工，中共广东省委书记李希在2月1日举行的广东省疫情防控工作电视电话会议上强调严格落实客运场站和交通运输工具消毒通风措施；鼓励引导错峰返粤返岗、错峰开学、错峰出行。
而在深圳上一轮发生的疫情中，“0115”传染链为“物传人”传播，引发外界对疫情“物传人”传播的关注。此前，深圳已经对境外物品采取了预防性措施。2月7日，深圳市卫健委二级巡视员林汉城在发布会上通报此轮疫情为境外输入引起。

## 确诊时序

### 廣東省深圳市
1月30日晚，一名45岁女子到深圳大学附属华南医院发热门诊就诊时，核酸采样初筛呈阳性，1月31日经深圳市疾控中心复核亦为阳性。该女子为宝安区石岩街道美冠达牙科技术有限公司牙模设计员，居住在东莞市凤岗镇保利百合花园。2月1日，深圳市新增3例确诊病例。当日深圳市卫健委二级巡视员林汉城介绍，病例1经全基因组测序，测序结果为Omicron变异株（BA.1进化分支），新增3例病例均属于同一传播链。2月2日，深圳市新增4例感染个案，其中3例为确诊病例、1例为无症状感染者，均属同一传播链。2月3日，深圳市新增3例病例，均在密接者和重点人群中发现。2月4日，深圳新增2例确诊病例，均在集中隔离观察的密接者例行检测中发现。2月6日，深圳市新增3例确诊病例，均在密接者、重点人群中发现。

### 廣東省惠州市
2月1日，惠州报告1例确诊病例，为1月31日深圳报告病例的密切接触者，现住惠州市仲恺高新区潼侨镇。2月2日，惠州市报告新增1例确诊病例2月3日，惠州市在纳入管控的密接排查中发现1例确诊病例，为2月1日报告病例的家人。2月4日，惠州市仲恺区新增2例确诊病例，在纳入管控的密接排查中发现，与深圳0131疫情属于同一传播链。2月5日，惠州市仲恺区新增1例确诊病例，在纳入管控的密接排查中发现，与深圳0131疫情属于同一传播链。

### 广东省內其他地市
2月1日，梅州和河源各发现1例确诊病例，均为1月31日深圳报告病例的密切接触者。同日，云浮市罗定市则在深圳病例密接排查中发现4例阳性感染者，其中1人为确诊患者（轻型），3人为无症状感染者，其中一名个案的轨迹涉及肇庆高新区，为肇庆高新区某企业员工。2月2日，罗定市在已管控的密接人员常规筛查中，发现2例核酸结果初筛阳性，均确诊为无症状感染者。2月3日，罗定市在深圳病例传播链中新增1例无症状感染者。2月4日，罗定市在已管控人员核酸筛查中发现1例初筛阳性，经疾控中心复采复检结果为阳性，经专家组研判为确诊病例。在此轮疫情发生之前，云浮市保持疫情以来连续两年无报告阳性个案的纪录。而在此轮疫情发生后，云浮市首次有确诊病例报告，结束了连续两年无报告阳性个案的历史。
2月6日，广州市番禺区一名从省外返回的人员许某核酸检测阳性，该人员于2月5日上午乘坐D3792动车（始发站为百色站），于14:40时到达广州南站。

### 廣東省外其他地市
2月5日，湖南省城步苗族自治县在集中隔离的外省返乡密接者中发现1例确诊病例，该病例与深圳确诊病例陈某在同一栋楼上班。
2月6日，廣西壯族自治區南宁市江南区在对外地市返乡人员的检测中发现一名核酸检测为阳性的人员。

### 密切接触者排查
另一方面，中国大陆多地及澳门特別行政区均有报告与本轮疫情有关的密切接触者。
揭阳市辖下的惠来县疾控中心表示，陆续接到深圳市疾控中心、东莞市疾控中心反馈有多名密接者在惠来县辖区内，密接者已经落实集中隔离，核酸检测结果均为阴性；已排查到的次密接者已经分类落实管控措施，已出的核酸检测结果均为阴性。2月3日，湖南邵阳市新宁县发布消息称，新宁县接到协查信息后，县卫健、公安、疾控等部门及相关乡镇（街道）对4名密切接触者进行了全面排查追踪和隔离管控，核酸检测结果均为阴性。江西丰城、宜春市袁州区均有报告与本轮疫情有关的密切接触者，所发现的次密切接触者均被集中隔离，核酸检测结果均为阴性。
2月2日晚上，澳門特別行政區政府新型冠狀病毒感染應變協調中心公佈一個居住在黑沙環保利達花園的四口之家，全部是澳門居民，他們因曾赴廣東省河源市相關地點需接受集中隔離醫學觀察，四人首次病毒檢測為陰性。當局公佈詳情指該一家四口家庭於1月29日曾到廣東省河源市紫金縣九和鎮官坑村探親，於2月1日返回澳門。2月2日主動聯絡應變協調中心報告有關旅居史，衛生局與消防局安排救護車於當天下午2時到其住所把4人送往仁伯爵綜合醫院接受病毒核酸檢測，及後安排到醫學觀察酒店接受集中隔離醫學觀察，他們所居住的大廈已由大廈管理處自行清潔消毒。

## 溯源调查
2月1日，深圳市卫健委二级巡视员林汉城介绍，病例1的测序结果为Omicron变异株（BA.1进化分支），与全球数据库北美上传的一些基因组序列100%同源。2月7日，深圳市卫健委二级巡视员林汉城介绍，深圳市疾控中心已完成深圳确诊病例1-14的新冠病毒全基因组测序，测序结果均为奥密克戎变异株（BA.1进化分支）。病例1与中国内地此前发现的多起本土奥密克戎疫情病例均不同源，与近期深圳境外输入病例感染的病毒序列也不同源，与全球数据库上传的一些基因组序列100%同源。

## 反应

### 广东省

#### 深圳市

##### 地区风险及区域管控
1月31日，在发现本土病例后，深圳市将宝安区石岩街道罗租社区艾美特科技园B栋调整为中风险地区。翌日起，宝安区石岩街道罗租社区将罗租工业大道以东、黄峰岭工业大道以西、建兴二路以南、洲石路延长线以北区域划为封控区；除封控区外全区域，以及宝石南路以东、石岩河以南的浪心社区区域划为管控区；罗租社区其余区域为防范区。2月4日起，封控区、管控区和防范区范围扩大，石岩街道除封控区、管控区外全域为防范区。龙岗区坂田街道将岗头社区马蹄山小区五巷1号、2号两栋划为封控区；居里夫人大道以东、岗溪路以南、坂雪岗大道以西、稼先路以北范围内的马蹄山小区（除马蹄山新村、宝岗小学、岗头第一幼儿园、倒角片区、一区、马蹄山商业楼E栋、马蹄山篮球场、岗头社区工作站）划为管控区；居里夫人大道、贝尔路、坂澜大道、环城北路、冲之大道、中心围路围合区域为防范区。2月3日起，光明区将玉塘街道红星修理厂及宿舍划为封控区；玉塘街道玉星路以东至第二栋转星工一路、星湖路以北至星工路围合的物理区域划为管控区；石岩水库以北、松白路以西、外环高速以南、红日路—羊栏山工业区—树林交界线以东（除封控区、管控区）划为防范区。
| 区     | 街道（及范围）                  | 调整日期                                      |
| ------ | ------------------------------- | --------------------------------------------- |
| 宝安区 | 石岩街道罗租社区艾美特科技园B栋 | 低风险→中风险：1月31日 中风险→低风险：2月15日 |
| 宝安区 | 石岩街道罗租社区下新村十四巷4号 | 低风险→中风险：2月4日 中风险→低风险：2月18日  |
| 宝安区 | 石岩街道罗租社区下新村十五巷4号 | 低风险→中风险：2月4日 中风险→低风险：2月18日  |
| 宝安区 | 石岩街道浪心南路3号楼           | 低风险→中风险：2月7日 中风险→低风险：2月20日  |
| 宝安区 | 石岩街道宝石南路94号            | 低风险→中风险：2月7日 中风险→低风险：2月20日  |

##### 核酸检测
疫情发生后，宝安、龙岗等地分批次开展重点区域人员核酸检测。其中坂田街道马蹄山封控管控区在1月31日晚，2月1日下午分别进行了第一轮、第二轮全员核酸采样，检测结果均为阴性。

##### 日常生活
2月2日，宝安区疫情防控指挥部发布通告，要求全区非生活必需密闭场所暂停开放，暂停举办大型聚集性活动；全区其他场所接纳消费者人数不得超过最大承载量的50%；所有外卖、快递、投递等一律不得进入小区及城中村楼栋。而位于石岩街道内的阳台山森林公园石岩片区实施封闭措施，暂停对外开放。此外大梅沙海滨公园、弘法寺、中英街也宣布因此轮疫情暂停开放。

##### 学校教育
2月5日起，深圳暂停全市校外培训和校外托管服务。及后在2月7日，深圳市疫情防控指挥办发布通知，全市中小学（幼儿园）学生返校时间推迟至2022年2月21日；高校学生返校时间由市校园疫情防控工作专班另行确定；所有学生返校前须落实14天自我健康监测，并持48小时内核酸检测阴性证明返校。

##### 交通应对
2月1日，深圳市疫情防控办发布通知，自2月2日起，离深人员须持48小时内核酸检测阴性证明。2月3日凌晨，宝安区发布通告，对进出宝安区石岩街道的所有道路（高速过境除外）实施交通管控，人员、车辆原则上只进不出，确需出入的须经向石岩街道防控办备案并持48小时内核酸检测阴性证明。
公共交通方面，2月2日起，深圳市对跨市公交线路临时调整，采取停运或缩线运行（仅在市内运行）的措施。2月3日起深圳地铁6号线官田站、上屋站暂停运营，宝安石岩片区公交线路采取停运或跳站运行的措施；巡游出租车、网约出租车不得前往宝安石岩区域；石岩区域汽车客运站暂停运营。
水路客运方面，2月1日起，深圳蛇口至珠海九洲港往返航线、深圳蛇口至外伶仃岛、东澳岛、桂山岛往返航线、深圳机场码头至珠海九洲港往返航线、深圳机场码头至中山港往返航线停航。
公路客运方面，广州市交通运输部门决定自2月1日起暂停广州与深圳公路客运班线运营；2月3日起，石岩区域汽车客运站暂停运营。

#### 惠州市
因惠州市发现与深圳疫情关联的确诊病例，惠州市防控新冠肺炎疫情工作领导小组办公室于2月1日发布通告，从2月2日起暂停进京航班、停售进京铁路车票；离惠旅客须持有48小时内核酸检测阴性证明。博罗县暂停往返东莞市、深圳市的客运班车、包车及公交线路。惠東縣城南客運站前往深圳的班車暫停發班。
2月1日起，博羅縣羅浮山景區內沖虛古觀、東江縱隊紀念館、葛洪博物館、上良民宿生態旅遊區等暂停开放；博羅縣石壩鎮、橫河鎮所有經營單位全部暫停營業。惠東縣划定封控区、管控区和防范区，暂停开放室内公共场所。离惠出省人员须持有24小时内核酸检测阴性证明。翌日惠城区、仲恺高新区发布通告，划定封控区、管控区和防范区，密闭性经营场所暂停开放1周。惠城区电影院按接待能力的50%实行限流，仲恺高新区电影院暂停开放。
2月6日，仲恺高新区防控新冠肺炎疫情工作领导小组办公室发布通告，决定于2月6日、7日在潼侨镇开展全员核酸检测；此外还在东江、惠南、陈江、惠环、沥林、潼湖等园区镇街开展社会面核酸检测，检测对象为东江科技园、惠南科技园、陈江街道、惠环街道、沥林镇、潼湖镇“黄码”人员及其他应检尽检、愿检尽检人员。
2月15日起，仲恺高新区潼侨镇全域解除管控，惠东县平山街道解除管控。至此，惠州全市全部封控管控区域已经解除。

#### 梅州市
2月2日，梅州市辖下的兴宁县、平远县、五华县发布通告。其中，平远县和兴宁县划定封控区、管控区，平远县提倡市民非必要不离开平远，确需离开平远的，须持有48小时内核酸检测阴性证明。

#### 云浮市
2月1日，云浮市发布通告，划定封控区、管控区和防范区，采取不同级别的防控措施；对进出龙湾镇的所有道路实施全面管控，人员原则上只进不出，如因就医、特定公务等确需出入的，须持48小时内核酸检测阴性证明和镇防控指挥部证明；罗定市暂停大型会议、活动、论坛、培训、演出、展销促销等聚集性活动，娱乐场所以及网吧、电影院、健身场所、酒吧、足浴店、棋牌室等密闭场所暂停营业，餐饮场所取消堂食；离开罗定的人员须持有48小时内核酸检测阴性证明。

#### 广州市
2月2日起，广州白云机场要求对行程卡显示有14天内深圳旅居史的旅客，须另行提供48小时核酸检测阴性证明方可进入航站楼。
2月6日，番禺区对大石街道部分区域进行管理，限制人员聚集，从严控制聚会、聚餐等聚集性活动规模；所有非生活必需的场所、机构等暂停营业。广州地铁3号线大石站停止对外运营服务，部分公交线路采取临时飞站措施。此外，广州市交通运输部门决定暂停往来广州至广西百色公路客运班线。广州疾控中心同时发布紧急提醒，要求1月27日以来有百色市旅居史的人员暂缓来穗，已来穗人员自行居家隔离并向社区报备。

#### 其他城市
2月2日起，珠海金湾机场对有深圳旅居史的旅客，须凭48小时核酸检测阴性证明方可乘机。

### 湖南省

#### 邵阳市
2月5日，城步苗族自治县新冠肺炎疫情防控指挥部发布通告，划定城步苗族自治县封控区、管控区和防范区范围。全县所有外卖、快递、投递等一律不得进入小区，暂停按摩、足疗、水疗、美容、理发、茶庄、棋牌室、影剧院、网吧、歌厅、酒吧、台球厅、图书馆、健身场所、体育馆、培训机构等有关室内公共场所的运营活动。

### 中国内地其他城市
自本轮疫情发生以来，中国大陆多地要求对近14天内曾有深圳旅居史的人员向所在社区（村）、工作单位或所住酒店报备，接受相应的健康管理。

### 澳门特别行政区
2月1日凌晨，澳门特区政府新型冠状病毒感染应变协调中心宣布，自2022年2月1日早上9时起，离开深圳市宝安区（不包括途经宝安区往返机场或客运码头者）应留意自身健康状况，主动按第1、4、7天的时序接受核酸检测，但健康码不变黄色。同日晚上9时起，曾到过深圳市宝安区石岩街道罗租社区艾美特科技园B栋的入境及已入境人士，须按照卫生当局的要求在指定地点接受医学观察至离开当地后14天但最短不少于7天。
截至2022年2月14日，澳门新型冠状病毒感染应变协调中心对入境人士采取不同程度的分级防疫措施：
- 以下曾经到过相关地点的入境人士，须在指定地点接受医学观察至离开当地后14天，但最短不少于7天；曾经到过相关地点的已入境人士，亦须在澳门健康码上如实作出相应申报及须在指定地点接受医学观察至离开当地后14天，但最短不少于7天：
  - 广东省深圳市宝安区石岩街道云熙谷小区、浪心社区其他区域、龙腾社区、罗租社区下新村、艾美特科技园B栋、罗租社区其他区域，宝石南路以东、石岩河以南的浪心社区区域
  - 广东省东莞市凤岗镇保利百合花园
  - 广东省惠州市潼侨镇牛墩1至12街、惠环街道万隆新天地小区、陈江街道壹城中心1期和5期
  - 广东省河源市紫金县九和镇九和村、热水村、官坑村
  - 广东省云浮市龙湾镇旗垌村委燎源村（1月30日或之后）、红卫村（1月30日或之后）
  - 广西壮族自治区百色市全市
  - 湖南省邵阳市城步苗族自治县儒林镇林业小区全域、西岩镇三水村16组、西岩镇三合村10组
- 离开深圳市宝安区其他区域（不包括途经宝安区往返机场或客运码头者）、龙岗区其他区域、广州市番禺区新冠疫情管理区 （105国道以东、三枝香水道以南、沙溪大桥—迎宾路—番禺大道以西、南大路以北）（2月5日或之后）14天内的入境人士和已入境人士，留意自身健康状况，期间健康码不变黄色，但应主动按第1、4、7天的时序接受核酸检测。